# Oudemensengeur
Oudemensengeur is de karakteristieke geur van ouderen. Zoals het geval is bij veel andere diersoorten, evolueert de menselijke geur in de loop van de tijd en ondergaat hij verschillende stadia op basis van chemische veranderingen die door het verouderingsproces worden veroorzaakt. Uit onderzoek blijkt dat deze variabiliteit in geur mensen in staat stelt de geschiktheid van potentiële seksuele partners te bepalen op basis van leeftijd (naast andere selectiefactoren).

## Biologie
Een onderzoek suggereerde dat de geur van ouderen het gevolg kan zijn van 2-nonenal, een onverzadigd aldehyde dat geassocieerd is met veranderingen in de menselijke lichaamsgeur tijdens het ouder worden.  Een ander onderzoek kon 2-nonenal niet detecteren, maar vond wel significant verhoogde concentraties van benzothiazool, dimethylsulfon en nonanal bij oudere proefpersonen. Andere verklarende hypothesen zijn bijvoorbeeld verandering in de enkelvoudig onverzadigde vetzuursamenstelling van lipiden op het huidoppervlak en de toename van lipideperoxiden geassocieerd met veroudering.
In 2012 bracht het Monell Chemical Senses Center in Philadelphia een persbericht uit waarin werd gesteld dat het menselijk vermogen om informatie zoals leeftijd, ziekte en genetische geschiktheid te identificeren aan de hand van geur verantwoordelijk is voor "de kenmerkende geur van een oude heer". Sensorisch neurowetenschapper Johan Lundström zegt: "oudere mensen hebben een merkbare okselgeur die jongere mensen als redelijk neutraal en niet bijzonder onaangenaam beschouwen."

## In Japan
In Japan - waar grote sociale waarde wordt gehecht aan persoonlijke verzorging - staat de geur van ouderen bekend als kareishū (加齢臭). Specifieke hoogwaardige anti-geurzepen die deze geur zouden uitwissen worden daar voor oudere consumenten aangeboden.